# Swan Song (canção)
"Swan Song" é uma canção da cantora inglesa Dua Lipa, gravada para a trilha sonora do filme Alita: Battle Angel. Foi escrita pela intérprete em conjunto com Thomas Holkenborg, Justin Tranter, Mattias Larsson, Robin Fredriksson e Kennedi Lykken. Foi lançada no dia 24 de janeiro de 2019 pela Warner Bros. Records.

## Antecedentes
A música foi anunciada quando Lipa postou fotos promocionais em suas redes sociais. Após ela postou um trecho da música e um teaser do vídeo musical. Originalmente programada para ser lançado em 25 de janeiro de 2019, teve seu lançamento um dia antes.

## Composição
De acordo com a Rolling Stone, "Swan Song" foi descrita como um "número desafiador revestido de percussão percutível excitável". Segundo Lipa em seu Twitter, a inspiração para a mensagem da canção seria a luta das pessoas contra os vírus HIV e AIDS. Ela ainda cita o grupo ativista Act Up, responsável por promover ações nos anos 1980 contra as doenças.

## Vídeo musical
O vídeo musical foi lançado junto com a canção em 24 de janeiro de 2019. Foi dirigido por Floria Sigismondi. O vídeo apresenta Lipa em um cenário futurista.

## Faixas e formatos
| Download digital e streaming |             |         |  |
| N.º                          | Título      | Duração |  |
| 1.                           | "Swan Song" | 3:02    |  |

## Créditos
Lista-se abaixo os profissionais envolvidos na elaboração de "Swan Song", de acordo com o serviço Tidal:
- Dua Lipa: composição, vocalista principal
- Justin Tranter: composição
- Thomas Holkenborg: composição, piano
- Mattias Larsson: composição
- Robin Fredriksson: composição
- Kennedi Lykken: composição
- MNEK: produção, vocais de apoio
- Mattman & Robin: produção, guitarra, programação, percussão
- Serban Ghenea: mixagem
- Randy Merrill: engenharia de masterização

## Desempenho nas tabelas musicais
| Chart (2019)                                   | Peak position |
| ---------------------------------------------- | ------------- |
| O campo songid é OBRIGATÓRIO PARA PARADA ALEMÃ | 99            |
| Austrália (ARIA)                               | 72            |
| Bélgica (Ultratip Bubbling Under de Flandres)  | 50            |
| Bélgica (Ultratip Bubbling Under da Valônia)   | 1             |
| Canadá (Canadian Hot 100)                      | 100           |
| Escócia (Scottish Singles Chart)               | 27            |
| Eslováquia (Singles Digitál Top 100)           | 21            |
| Estados Unidos (Bubbling Under)                | 10            |
| Estados Unidos (Billboard Mainstream Top 40)   | 30            |
| França (SNEP)                                  | 198           |
| Hungria (Stream Top 40)                        | 11            |
| Irlanda (IRMA)                                 | 24            |
| Nova Zelândia (NZ Hot Singles)                 | 5             |
| Portugal (AFP)                                 | 63            |
| Reino Unido (UK Singles Chart)                 | 24            |
| República Checa (Singles Digitál Top 100)      | 31            |
| Suécia (Sverigetopplistan)                     | 67            |
| Suíça (Schweizer Hitparade)                    | 96            |

## Histórico de lançamento
| País  | Data                  | Formato(s)                  | Gravadora            |
| ----- | --------------------- | --------------------------- | -------------------- |
| Mundo | 24 de janeiro de 2019 | Download digital, streaming | Warner Bros. Records |
| Mundo | 29 de janeiro de 2019 | Contemporary hit radio      | Warner Bros. Records |